# Hello Katy Tour
Hello Katy Tour – pierwsza trasa koncertowa amerykańskiej piosenkarki Katy Perry. Trasa promowała album One of the Boys.

## Support
- Bedük (Stambuł)
- Sliimy (Wielka Brytania)
- The Daylights (Stany Zjednoczone)

## Lista trasy koncertowej
1. „Fingerprints”
2. „One of the Boys”
3. „Hot n Cold”
4. „Self Inflicted”
5. „Use Your Love”
6. „Waking Up in Vegas”
7. „Lost”
8. „Thinking of You”
9. „Mannequin”
10. „Ur So Gay”
11. „I'm Still Breathing”
12. „I Think I'm Ready”
13. „If You Can Afford Me”
14. „Don’t Stop Me Now”
15. „I Kissed a Girl”

## Koncerty
| Data              | Miasto            | Kraj              | Miejsce                                                |
| ----------------- | ----------------- | ----------------- | ------------------------------------------------------ |
| Ameryka Północna  |                   |                   |                                                        |
| 23 stycznia 2009  | Seattle           | Stany Zjednoczone | Showbox at the Market                                  |
| 25 stycznia 2009  | Vancouver         | Kanada            | Commodore Ballroom                                     |
| 28 stycznia 2009  | San Francisco     | Stany Zjednoczone | The Fillmore                                           |
| 29 stycznia 2009  | Sacramento        | Stany Zjednoczone | Empire Events Center                                   |
| 31 stycznia 2009  | Los Angeles       | Stany Zjednoczone | Wiltern Theatre                                        |
| 2 lutego 2009     | Tucson            | Stany Zjednoczone | Centennial Hall                                        |
| 3 lutego 2009     | Phoenix           | Stany Zjednoczone | Marquee Theatre                                        |
| 5 lutego 2009     | San Diego         | Stany Zjednoczone | House of Blues                                         |
| 10 lutego 2009    | Salt Lake City    | Stany Zjednoczone | In The Venue                                           |
| Europa            |                   |                   |                                                        |
| 20 lutego 2009    | Hanower           | Niemcy            | TUI Arena                                              |
| 22 lutego 2009    | Sztokholm         | Szwecja           | Nalen                                                  |
| 23 lutego 2009    | Kopenhaga         | Dania             | K.B. Hallen                                            |
| 25 lutego 2009    | Manchester        | Wielka Brytania   | Manchester Academy                                     |
| 26 lutego 2009    | Londyn            | Wielka Brytania   | KOKO                                                   |
| 27 lutego 2009    | Londyn            | Wielka Brytania   | KOKO                                                   |
| 1 marca 2009      | Amsterdam         | Holandia          | Melkweg                                                |
| 2 marca 2009      | Paryż             | Francja           | Élysée Montmartre                                      |
| 4 marca 2009      | Monachium         | Niemcy            | TonHalle                                               |
| 5 marca 2009      | Neu-Isenburg      | Niemcy            | Hugenottenhalle                                        |
| 6 marca 2009      | Hamburg           | Niemcy            | Große Freiheit                                         |
| 7 marca 2009      | Bruksela          | Belgia            | Ancienne Belgique                                      |
| Ameryka Północna  |                   |                   |                                                        |
| 19 marca 2009     | Austin            | Stany Zjednoczone | Stubb's                                                |
| 23 marca 2009     | Kansas City       | Stany Zjednoczone | Beaumont Club                                          |
| 24 marca 2009     | Minneapolis       | Stany Zjednoczone | First Avenue                                           |
| 26 marca 2009     | Chicago           | Stany Zjednoczone | House of Blues                                         |
| 27 marca 2009     | Detroit           | Stany Zjednoczone | Clutch Cargo's                                         |
| 28 marca 2009     | Cleveland         | Stany Zjednoczone | House of Blues                                         |
| 30 marca 2009     | Toronto           | Kanada            | The Guvernment                                         |
| 31 marca 2009     | Montreal          | Kanada            | Metropolis                                             |
| 1 kwietnia 2009   | Boston            | Stany Zjednoczone | House of Blues                                         |
| 3 kwietnia 2009   | Palm Springs      | Stany Zjednoczone | Palm Springs Convention Center                         |
| 5 kwietnia 2009   | Filadelfia        | Stany Zjednoczone | The TLA\|                                              |
| 6 kwietnia 2009   | Nowy Jork         | Stany Zjednoczone | The Fillmore New York at Irving Plaza                  |
| 7 kwietnia 2009   | Nowy Jork         | Stany Zjednoczone | The Fillmore New York at Irving Plaza                  |
| 8 kwietnia 2009   | Nowy Jork         | Stany Zjednoczone | The Fillmore New York at Irving Plaza                  |
| 10 kwietnia 2009  | Waszyngton        | Stany Zjednoczone | 9:30 Club                                              |
| 11 kwietnia 2009  | Myrtle Beach      | Stany Zjednoczone | House of Blues                                         |
| 14 kwietnia 2009  | Nashville         | Stany Zjednoczone | Cannery Ballroom                                       |
| 15 kwietnia 2009  | Atlanta           | Stany Zjednoczone | Center Stage                                           |
| 28 kwietnia 2009  | St. Petersburg    | Stany Zjednoczone | Jannus Landing                                         |
| 29 kwietnia 2009  | Fort Lauderdale   | Stany Zjednoczone | Revolution Live                                        |
| 2 maja 2009       | Birmingham        | Stany Zjednoczone | Birmingham-Jefferson Convention Complex                |
| 7 maja 2009       | Miami             | Stany Zjednoczone | The Fillmore Miami Beach at The Jackie Gleason Theater |
| 11 maja 2009      | Dallas            | Stany Zjednoczone | House of Blues                                         |
| 12 maja 2009      | Houston           | Stany Zjednoczone | House of Blues                                         |
| Azja              |                   |                   |                                                        |
| 25 maja 2009      | Osaka             | Japonia           | Club Quattro                                           |
| 26 maja 2009      | Nagoja            | Japonia           | Club Quattro                                           |
| 28 maja 2009      | Tokio             | Japonia           | Duo Music Exchange                                     |
| 29 maja 2009      | Tokio             | Japonia           | Duo Music Exchange                                     |
| Europa            |                   |                   |                                                        |
| 1 czerwca 2009    | Landgraaf         | Holandia          | Landgraaf Megaland Park                                |
| 9 czerwca 2009    | Londyn            | Wielka Brytania   | O2 Shepherd’s Bush Empire                              |
| 10 czerwca 2009   | Londyn            | Wielka Brytania   | O2 Shepherd’s Bush Empire                              |
| 11 czerwca 2009   | Brighton          | Wielka Brytania   | Brighton Dome                                          |
| 13 czerwca 2009   | Crans             | Szwajcaria        | Port de Crans                                          |
| 14 czerwca 2009   | Zurych            | Szwajcaria        | Volkshaus                                              |
| 16 czerwca 2009   | Paryż             | Francja           | Olympia                                                |
| 17 czerwca 2009   | Lyon              | Francja           | Le Transbordeur                                        |
| 19 czerwca 2009   | Scheeßel          | Niemcy            | MSC Eichenring                                         |
| 20 czerwca 2009   | Kolonia           | Niemcy            | Palladium Köln                                         |
| 21 czerwca 2009   | Tuttlingen        | Niemcy            | Flugplatz Tuttlingen                                   |
| 23 czerwca 2009   | Mediolan          | Włochy            | Idroscalo                                              |
| 25 czerwca 2009   | Barcelona         | Hiszpania         | Palau Sant Jordi                                       |
| 26 czerwca 2009   | Madryt            | Hiszpania         | Palacio de Deportes                                    |
| 28 czerwca 2009   | Lizbona           | Portugalia        | Campo Pequeno                                          |
| 2 lipca 2009      | Nibe              | Dania             | Skalskoven                                             |
| 4 lipca 2009      | Werchter          | Belgia            | Werchter Festival Grounds                              |
| 5 lipca 2009      | Arras             | Francja           | Main Square                                            |
| 6 lipca 2009      | Esch-sur-Alzette  | Luksemburg        | Rockhal                                                |
| 9 lipca 2009      | Stambuł           | Turcja            | True Blue Fenerbahçe                                   |
| 11 lipca 2009     | Perth and Kinross | Wielka Brytania   | T In The Park                                          |
| 12 lipca 2009     | Kildare           | Irlandia          | Oxegen                                                 |
| Ameryka Północna  |                   |                   |                                                        |
| 25 lipca 2009     | Boston            | Stany Zjednoczone | Agganis Arena                                          |
| 26 lipca 2009     | Toronto           | Kanada            | Molson Amphitheatre                                    |
| 28 lipca 2009     | Nowy Jork         | Stany Zjednoczone | Hammerstein Ballroom                                   |
| 30 lipca 2009     | Atlantic City     | Stany Zjednoczone | Borgata Hotel, Casino i Spa                            |
| Australia         |                   |                   |                                                        |
| 12 sierpnia 2009  | Brisbane          | Australia         | The Tivoli                                             |
| 14 sierpnia 2009  | Melbourne         | Australia         | Forum Theatre                                          |
| 17 sierpnia 2009  | Sydney            | Australia         | Enmore Theatre                                         |
| 18 sierpnia 2009  | Sydney            | Australia         | Enmore Theatre                                         |
| Europa            |                   |                   |                                                        |
| 21 sierpnia 2009  | Glasgow           | Szkocja           | Barrowland Ballroom                                    |
| 22 sierpnia 2009  | Staffordshire     | Anglia            | Weston Park                                            |
| 23 sierpnia 2009  | Chelmsford        | Anglia            | Hylands Park                                           |
| 25 sierpnia 2009  | Birmingham        | Anglia            | O2 Academy Birmingham                                  |
| 26 sierpnia 2009  | Newcastle         | Anglia            | O2 Academy Newcastle                                   |
| Ameryka Północna  |                   |                   |                                                        |
| 29 sierpnia 2009  | Los Angeles       | Stany Zjednoczone | Hollywood Palladium                                    |
| 30 sierpnia 2009  | Santa Barbara     | Stany Zjednoczone | Santa Barbara Bowl                                     |
| 5 września 2009   | Seattle           | Stany Zjednoczone | Seattle Center                                         |
| Azja              |                   |                   |                                                        |
| 14 listopada 2009 | Pasay             | Filipiny          | SM Mall of Asia                                        |
| Europa            |                   |                   |                                                        |
| 28 listopada 2009 | Ischgl            | Austria           | Silvrettaseilbahn AG - Ischgl                          |